# Отрошенко Юрій Якович
Юрій Якович Отроше́нко (1937–2012) — український поет і перекладач. Автор книги «П'єси і переклади співаної поезії». У доробку автора — більше сотні перекладів оперних арій та романсів з іноземних мов.
Працюючи більшу частину життя у медицині, у вільний від роботи час Юрій Отрошенко писав вірші, малював картини і складав музику.
В доробку автора — більше сотні перекладів оперних арій та романсів західних та російських композиторів, зокрема Дж. Верді, Ф. Шуберта, М. Глінки, С. Рахманінова.
За життя автора ряд перекладених ним романсів в 1990-ті роки виконувала і записала на компакт-диск Ганна Колесник, яка нині мешкає у Канаді. Переклади Отрошенка відрізняються особливою мелодійністю мови — завдяки глибокому розумінню музики автор тонко відчував мелодику слова і природу вокального виконавства, відтак вони зручні для співу і захоплюють милозвучністю.
2012 року його твори були видані у книзі «П'єси і переклади співаної поезії». Автор не дожив до виходу книги, висловивши надію, що його здобутки будуть поширені шанувальниками українського мистецтва. Окрім невеликої віршованої драми «Мазепа» та уривків з іншої віршованої драми «Маруся Чурай», книга складається з перекладів текстів, переважно призначених для співу: від класичних арій і романсів до бардівських пісень і популярних шлягерів.
Вдова митця — Галина Василівна надала дозвіл на публікацію творів Юрія Отрошенка на умовах вільної ліцензії.

## Творчий доробок
| Аудіозаписи романсів, перекладених Юрієм Отрошенком у виконанні Ганни Колесник-Ратушної - Ф.Шуберт «Ave Maria»ⓘ - Ж. Массне «Елегія»ⓘ - "Пам'ятаю як дівкою була", невідомий автор на слова Є. Гребінкиⓘ - C.Рахманінов «Полюбила я на печаль свою»ⓘ - О. Бородін. «Всяк час шануючи вітчизну»ⓘ - А. Аляб'їв. «Жебрачка»ⓘ - Флоріан Герман. «Очі чорнії»ⓘ у виконанні Наталії Кречко - С. Рахманінов. «Сон»ⓘ - М. Римський-Корсаков «Дзвінко жайвір знов співає»ⓘ - С. Рахманінов «Ти не співай мені сумних»ⓘ у виконанні Миколи Коваля - Ф. Шуберт. «До музики»ⓘ - Р. Шуман. «Не серджусь ні»ⓘ - С. Рахманінов «Ніч печальна»ⓘ у виконанні Оксани Дондик - С. Рахманінов «Тут рай земний»ⓘ - С. Рахманінов «Бузок»ⓘ - С. Рахманінов «Весняні води»ⓘ у виконанні Сергія Борисенка - Ф. Шуберт «У дорогу»ⓘ - C. Рахманінов «Я самотній ізнов»ⓘ | Власні музичні твори Юрія Отрошенка |

Бібліографія
- Юрій Отрошенко. П'єси і переклади співаної поезії — Київ. «Арт Економі», 2012. — 388 с.
- Вокальні твори в українських перекладах Юрія Отрошенка: для голосу і фортепіано /упор. А.І. Бондаренко — К.: Мелосвіт, 2018. — 76 с. ISMN M-707515-20-4